# Le Volcan (roman)
Pour les articles homonymes, voir Le Volcan.
Le Volcan (titre original : Der Vulkan) est un roman de l'auteur allemand Klaus Mann, paru en 1939.

## Historique
Publié en 1939 par la maison d'édition néerlandaise Querido, ce roman, écrit entre 1936 et 1939, est consacré à l'émigration allemande anti-nazie entre 1933 et 1939 et constitue, en quelque sorte, le pendant de Mephisto (1936), dans lequel l'auteur décrivait la compromission d'un artiste avec le régime nazi. Avec Mephisto, c'est l'un des chefs-d'œuvre de Klaus Mann.

## Résumé
Au lieu d'un personnage principal unique, Klaus Mann campe ici une série de personnages qui rendent compte de la variété des émigrés qui fuient la montée du nazisme en Allemagne : aristocrates, professeurs, jeunes gens de bonne famille, ouvriers, artistes. Il décrit leurs difficultés, leur déchéance ou leurs succès, leurs combats et leurs défaites. Le réalisme du récit n'empêche pas la description de scènes hallucinées, avec l'intervention du divin. Par-delà les doutes, les chagrins, la mort d'amis, Klaus Mann appelle à garder espoir.

## Édition française
- Le Volcan : un roman de l'émigration allemande, 1933-1939, traduit par Jean Ruffet, Paris, Olivier Orban, 1982  (ISBN 2-85565-196-4)

## Adaptation
- 1999 : Le Volcan (Der Vulkan), film allemand réalisé par Ottokar Runze, d'après le roman éponyme de Klass Mann, avec Nina Hoss